# Mușchi depresor al sprâncenei
Mușchiul depresor al sprâncenei (latină: musculus depressor supercilii) este un mușchi facial situat în regiunea ochilor. Natura acestui mușchi este disputată, mulți anatomiști considerându-l mai degrabă parte a mușchiului orbicular al ochiului, decât un mușchi separat.
Acesta se află anterior de mușchiul corugator al sprâncenei și își are inserția de origine pe procesul frontal al maxilei. După origine, mușchiul se îndreaptă spre glabelă. Fibrele sale sunt orientate mai vertical decât cele ale corugatorului. Fibrele musculare se inseră în derm în apropierea sprâncenei mediale. La unii indivizi, mușchiul are două capete, în timp ce la alții doar unul. Când se contractă, coboară porțiunea medială a sprâncenei și ajută corugatorul.
Mușchiul depresor al sprâncenei este inervat de ramura temporală a nervului facial. Vascularizația este dată, în principal, de ramuri ale arterei faciale.